# جون آرثر ريجنالد مايلز
جون آرثر ريجنالد مايلز (بالإنجليزية: John Arthur Reginald Miles)‏ هو أكاديمي نيوزيلندي، ولد في 13 مايو 1913 في Sidcup ‏ في المملكة المتحدة، وتوفي في 14 فبراير 2004 في وانكا في نيوزيلندا.